# Вила Туркини (Удине)
Вила Туркини је насеље у Италији у округу Удине, региону Фурланија-Јулијска крајина.
Према процени из 2011. у насељу је живело 31 становника. Насеље се налази на надморској висини од 197 м.